# Ради других (фильм)
«Ради других» — советский широкоэкранный фильм 1976 года, снятый режиссёром Юлдашом Агзамовым на киностудии «Узбекфильм».
Премьера фильма состоялась 13 июня 1977 года.

## Сюжет
Новый секретарь райкома Кудратов вступает в конфликт с грубым вторым секретарём Усмановым из-за решения председателя колхоза вырубить деревья, посаженные в память погибших сыновей. В результате защиты деревьев старым Якубом-ота погибает, а Кудратов высылает Ташматова из райкома.

## В ролях
- Теша Муминов — Азиз Кудратов
- Хамза Умаров — Усманов
- Наби Рахимов — Назаров
- Шариф Кабулов — Тошматов
- Раззак Хамраев — Нурматов
- Отабек Ганиев — Шухрат
- Шоира Турсунбаева — Гульчехра Якубова
- Уктам Лукманова — Хадича Кадыровна
- Хабиб Нариманов — Якуб-ота
- Людмила Новосёлова — Вера Кузьминична
- Гульчехра Джамилова — Максуда
- Г. Фазлитдинов — Чори Рахимов

## Съёмочная группа
- Сценаристы: Николай Рожков, Ульмас Умарбеков
- Режиссёр: Юлдаш Агзамов
- Операторы: Эргаш Агзамов, Александр Панн
- Художник: Евгений Пушин
- Композитор: Нурилла Закиров
- Звукорежиссёр: Зоя Предтеченская

В фильме звучит музыка в исполнении Симфонического оркестра Госкино СССР, дирижёр Давид Штильман.